# Crepidula convexa
Crepidula convexa là một loài ốc biển, là động vật thân mềm chân bụng sống ở biển trong họ Calyptraeidae.

## Phân bố
It is bản địa của miền đông coasts của North và Trung Mỹ, from Canada to Panama.

## Miêu tả
Độ dài vỏ lớn nhất ghi nhận được là 20 mm.

## Môi trường sống
Độ sâu nhỏ nhất ghi nhận được là 0 m. Độ sâu lớn nhất ghi nhận được là 70 m.